# Brignano Gera d'Adda
Brignano Gera d'Adda là một đô thị ở tỉnh Bergamo trong vùng Lombardia của nước Ý, có vị trí cách khoảng 35 km về phía đông của Milano và khoảng 20 km về phía nam của Bergamo. Tại thời điểm ngày 31 tháng 12 năm 2004, đô thị này có dân số 4.916 người và diện tích là 11,8 km².
Brignano Gera d'Adda giáp các đô thị: Caravaggio, Castel Rozzone, Cologno al Serio, Lurano, Pagazzano, Spirano, Treviglio.

## Hình ảnh

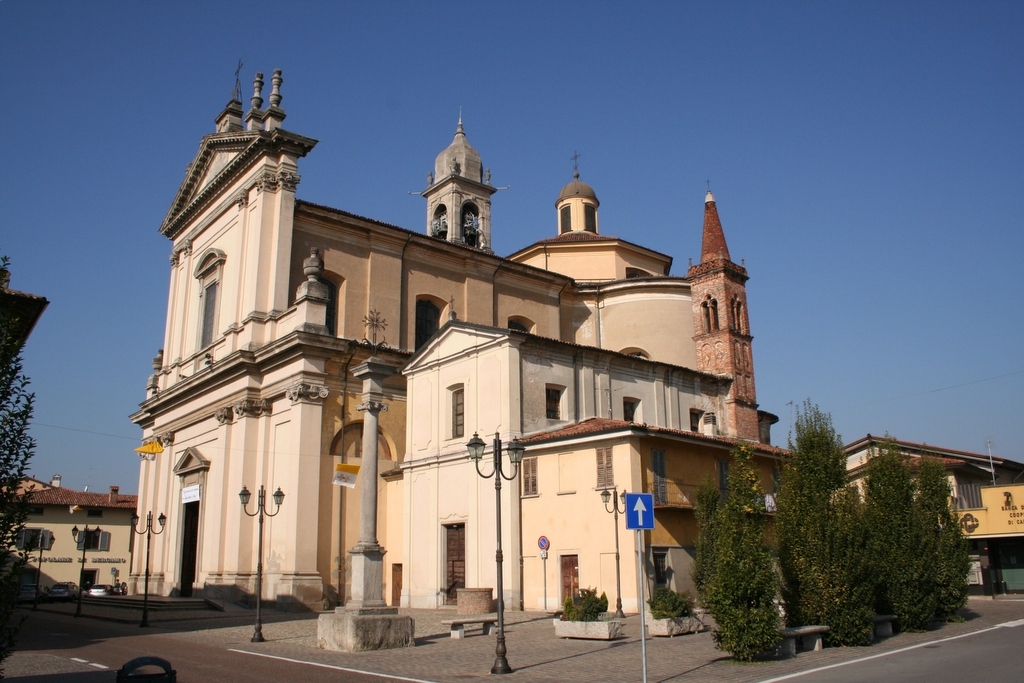
Nhà thờ Thánh Maria assunta
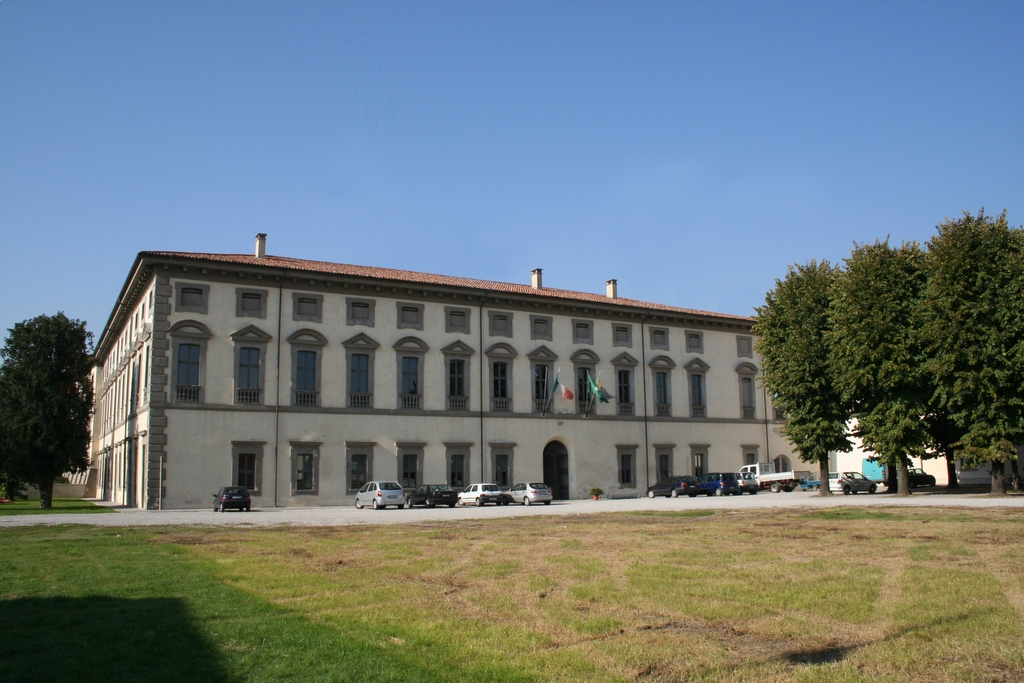
cung điện cũ
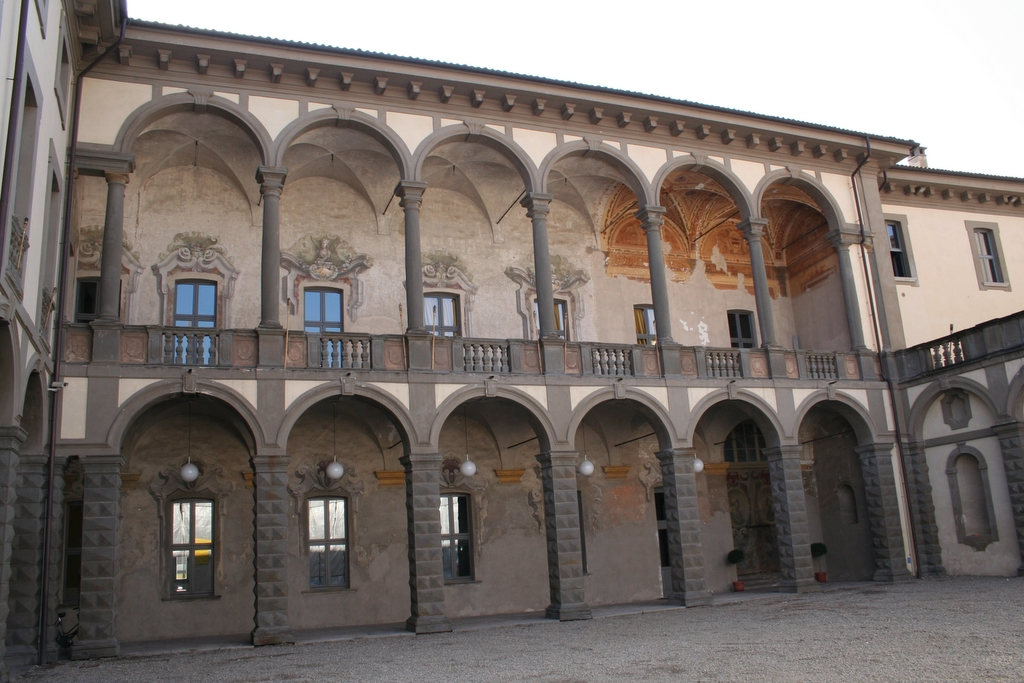
cung điện cũ